# 伊號第三百七十潛艦
伊号第三七〇潜水艦（いごうだいさんびゃくななじゅうせんすいかん）是大日本帝国海军的一艘潜水艇。伊三六一型潜水艦的10号艦。

## 艦歷
- 1943年12月4日 改マル5计划第5470号艦，开工
- 1944年（昭和19年）5月26日下水
  - 9月4日 在三菱重工業神户造船所竣工，同時船籍编入佐世保鎮守府。
  - 11月4日 编入第7潜水战隊。
- 1945年（昭和20年）2月20日 作为千早隊的一员，在光基地搭載5具回天，向着日本和美国已展开战斗的硫磺岛出撃。
  - 2月26日 护送从硫磺岛返回塞班的船队，在上浮时被美军驱逐舰フインネガン的雷达捕获并遭到深水炸弹的无情攻撃而沉没。艇员84名（其中4名为军官）、5名回天搭乗員、5名回天整備員战死。
  - 3月14日确认沉没于硫磺岛附近。
  - 4月10日除籍。

## 歴代艦長
1. 藤川進大尉（1944年9月4日-）